# Marktorientiertes Angebot Cargo
Das Marktorientierte Angebot Cargo (abgekürzt als MORA C, teilweise auch MORA-C) war ein Sanierungsprogramm der DB Cargo AG, der Güterverkehrs-Sparte der Deutschen Bahn AG, welches im Jahr 2001 angekündigt und von 2002 bis 2004 durchgeführt wurde. Kern des Programms war die Kündigung der Bedienungen aller Gleisanschlüsse, die höhere Kosten als Einnahmen verursachten und damit als nicht wirtschaftlich angesehen wurden.

## Hintergrund
Im Jahr 2000 wurde eine Analyse der Kundenstruktur von DB Cargo durchgeführt. Diese ergab, dass 85 % des Umsatzes im Einzelwagenverkehr durch 319 Großkunden (4 % der Kunden), 10 % des Umsatzes durch 493 mittlere Kunden (7 % der Kunden) und 5 % des Umsatzes von 6650 kleineren Kunden (89 % der Kunden) erbracht wurde. Von der letzten Gruppe erwirtschafteten 2239 gar keinen Umsatz. Nach Angaben der Deutschen Bahn deckten somit bei vielen Kunden die erreichbaren Preise nicht die Kosten.
Daraufhin wurde das Sanierungskonzept MORA C entwickelt, durch das auf, aus Sicht der Bahn, unwirtschaftliche Verkehre verzichtet und der Verkehr konzentriert werden sollte. Ziel war es dadurch jährlich insgesamt rund 500 Mio. DM (ca. 250 Mio. €) einzusparen. Betroffen waren dadurch insbesondere kleinere Kunden mit einem geringen Verkehrsaufkommen und solche entlang von Nebenstrecken, insbesondere im ländlichen Raum. Von mehr als 2100 überprüften Tarifpunkten wurden 637 aufgegeben.
Für die meisten betroffenen Kunden seien andere Lösungen entwickelt worden, beispielsweise durch die Abgabe des Zubringergeschäftes an kleinere Bahngesellschaften. Maßgeblich für die Kündigung nicht rentabler Gleisanschlüsse sei die rechtliche Pflicht zum Erhalt von Gleisanlagen, auch wenn diese nicht genutzt werden, gewesen.

## Geschichte
Der Begriff MORA wurde Mitte 2000 geprägt. Ein ähnliches Programm im Personenverkehr wurde dabei als MORA P (Marktorientiertes Angebot im Personenverkehr) bezeichnet. Im Rahmen von MORA P wurden unter anderem zahlreiche Intercity-Reisezugwagen ab 2002 für den Einsatz bis 2015 modernisiert und die Interregio-Verbindungen eingestellt.
Im Frühjahr 2001 gab DB Cargo nach Untersuchungen bekannt, bis auf weiteres rund 300 Güterverkehrsstellen mehr zu bedienen als zunächst geplant. Demnach sollte deren Zahl bis Ende 2002 auf 1373 zurückgefahren werden. Mindestens 80 Prozent davon sollten auch über das Jahr 2003 hinaus angeboten werden.
Zum Jahreswechsel von 2001 auf 2002 wurde der Güterzugfahrplan deutlich vereinfacht und auf weniger Rangierbahnhöfe zentralisiert. Mit dem Programm sollte gleichzeitig der Einzelwagenverkehr bis 2004 in die Gewinnzone gebracht werden. Dabei wurde jede einzelne Güterverkehrsstelle auf ihre Wirtschaftlichkeit und ihr Potential hin untersucht.
Laut Bahnangaben habe durch das Programm die Pünktlichkeitsquote (Abfahrtspünktlichkeit) nach dem Fahrplanwechsel zum Jahreswechsel 2002 um vier Prozentpunkte auf 89 Prozent gesteigert werden können.

## Kritik
Wegen MORA C wurde ein hohes Maß an Kritik gegenüber der Deutschen Bahn AG aus der Öffentlichkeit laut, insbesondere durch Umweltschutzverbände, da das Programm den Rückzug der Bahn „aus der Fläche“, die Stilllegung einiger Bahnstrecken und eine Steigerung des Lkw-Verkehrs bedeutete.
Andererseits übernahmen in vielen Fällen wirtschaftlich effizientere private und regionale Eisenbahnverkehrsunternehmen die Bedienung der gekündigten Gleisanschlüsse, wobei DB Cargo in Kooperation weiterhin Güterwagen zu einem im Umfeld gelegenen Rangierbahnhof zustellt. Die erste Vereinbarung dieser Art wurde beispielsweise mit der Hohenzollerischen Landesbahn getroffen.
Gegner der Liberalisierung des Schienenverkehrs sahen sich in ihren Ansichten durch die angebliche Tatsache bestärkt, dass mit MORA C eine Maßnahme zur Erhöhung der Wirtschaftlichkeit nicht zu einer Steigerung des Verkehrsanteils der Bahn führte, sondern zu seiner Minderung.